# Torashichi Sumiyoshi
Torashichi Sumiyoshi (1911) es un carpintero japonés.

## Biografía
Comienza su aprendizaje en carpintería en 1924, hasta que se establece por su cuenta con su propio taller en 1930. Más tarde, en plena Segunda Guerra Mundial, sirve en la Armada Imperial Japonesa entre 1944 y 1946. Más adelante, ser miembro de Tenrikyō le va a permitir involucrarse en el diseño y la construcción de templos japoneses. Entre 1983 y 1985 redacta los planos de ejecución de carpintería para la Eishin Gakuen Higashino High School. Es coautor junto con el arquitecto, también japonés, Gengo Matsui del libro Wood joints in classical japanese architecture (1989).